# Siem Oostenbrink
Siem Oostenbrink (1964) is een Nederlandse sjoeler die uitkomt voor Sjoelvereniging Kemphanen uit Veldhoven. Hij is de meest succesvolle Nederlandse sjoeler wat betreft nationale titels (17) en overwinningen in de ANS-bekercompetitie (20). Oostenbrink was de eerste speler die in een officiële wedstrijd een perfecte tienbakkenscore liet noteren: 1480 (Zwolle, 27 februari 1988). Hij was tevens de eerste sjoeler die in een officiële wedstrijd de maximale score van 148 punten in één beurt haalde (Voorthuizen, 15 november 2014). Op 25 mei 2013 werd Oostenbrink voor het eerst wereldkampioen sjoelen, een titel die hij op 16 mei 2015, op 27 mei 2017 en op 2 september 2023 prolongeerde.

## Resultaten
| Jaar | NK (Gemiddelde) | Beker  | Overige               |
| ---- | --------------- | ------ | --------------------- |
| 1979 | -               | -      | bij NK Jeugd (136,35) |
| 1980 | -               | -      | bij NK Jeugd (137,60) |
| 1981 | -               |        |                       |
| 1982 | (143,40)        | Goud   |                       |
| 1983 | (140,75)        | Goud   |                       |
| 1984 | (141,10)        | Goud   |                       |
| 1985 | (142,40)        | Goud   |                       |
| 1986 | (144,80)        | Goud   |                       |
| 1987 | (146,55)        |        |                       |
| 1988 | (147,35)        | Goud   |                       |
| 1989 | (147,20)        | Goud   |                       |
| 1990 | (146,45)        | Goud   |                       |
| 1991 | (146,50)        | Goud   |                       |
| 1992 | (147,40)        | Goud   |                       |
| 1993 | (146,60)        | Goud   |                       |
| 1994 | -               | Zilver |                       |
| 1995 | (147,15)        | Goud   |                       |
| 1996 | (146,40)        | Zilver |                       |
| 1997 | -               | Goud   |                       |
| 1998 | -               | -      |                       |
| 1999 | (146,60)        |        |                       |
| 2000 | (144,50)        | Goud   |                       |
| 2001 | (147,15)        | Goud   |                       |
| 2002 | (147,40)        | Goud   |                       |
| 2003 | (146,70)        |        |                       |
| 2004 | (146,20)        | -      |                       |
| 2005 | (147,60)        | Goud   |                       |
| 2006 | (143,90)        | Goud   |                       |
| 2007 | 4e (143,15)     | Goud   |                       |
| 2008 | (144,45)        | -      | bij WK Sjoelen        |
| 2009 | -               | -      |                       |
| 2010 | (146,60)        | -      |                       |
| 2011 | (144,75)        | Goud   | bij WK Sjoelen        |
| 2012 | (146,00)        | Brons  |                       |
| 2013 | 15e (142,45)    | Brons  | bij WK Sjoelen        |
| 2014 | -               | Brons  |                       |
| 2015 | (145,65)        | Brons  | bij WK Sjoelen        |
| 2016 | (145,00)        | Zilver |                       |
| 2017 | (146,80)        | 5e     | bij WK Sjoelen        |
| 2018 | (142,65)        | 7e     |                       |
| 2019 | 8e (141,10)     | Zilver | bij WK Sjoelen        |
| 2020 | -               | 9e     |                       |
| 2021 | -               | -      |                       |
| 2022 | -               | -      |                       |
| 2023 |                 | -      | bij WK Sjoelen        |
| 2024 | 6e (147,20)     |        | bij WK Sjoelen        |

Een streepje (-) staat voor niet deelgenomen in het betreffende seizoen.

## Trivia
- Op 21 mei 2024 werd Siem Oostenbrink tweede op het WK. Hij verloor in de finale van zijn broer, Jan Oostenbrink[3]